# Universiteit van San Francisco

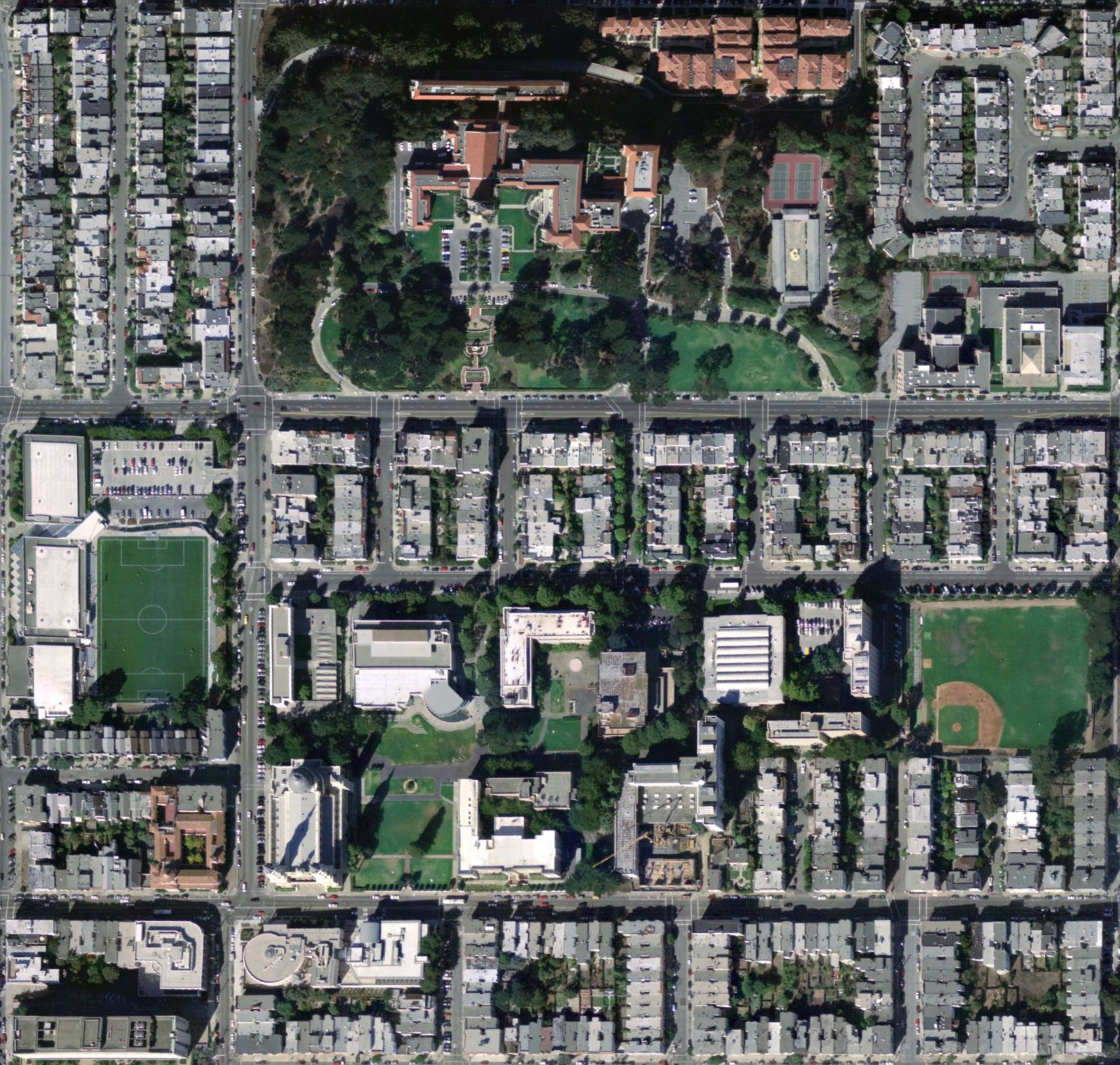
Satellietfoto van de campus.

De Universiteit van San Francisco (University of San Francisco of USF) is een particuliere universiteit gelegen in de Amerikaanse stad San Francisco. De universiteit wordt beheerd door de jezuïeten. Het is het oudste instituut voor hoger onderwijs in San Francisco, en het op een na oudste instituut voor hoger onderwijs in Californië.
De primaire campus van de universiteit ligt op een heuveltop tussen de Golden Gate Bridge en Golden Gate Park. Hieraan dankt de universiteit haar bijnaam "The Hilltop".
De studenten aan de universiteit komen behalve uit de Verenigde Staten zelf uit 74 landen. De universiteit staat in de top 15 van nationale universiteiten gemeten naar diversiteit onder de studenten.

## Geschiedenis
De universiteit werd opgericht op 15 oktober 1855 als de Saint Loyola Academie. Deze academie werd opgericht door de Italiaanse jezuïeten Anthony Maraschi, Joseph Bixio, en Rev. Michael Accolti. De academie was gevestigd in een houten gebouw langs de Market Street. Met een verdrag dat in 1859 werd getekend door de gouverneur van Californië, John B. Weller, kreeg de academie het recht om bacheloropleidingen te geven, en werd de naam ervan veranderd naar Saint Ignatius College. De oorspronkelijke opleidingen waren Grieks, Spaans, Latijn, Engels, Frans, Italiaans, algebra, rekenen, geschiedenis, geografie, elocutie en boekhouding.
De jezuïtisch-katholieke identiteit van de universiteit vindt haar oorsprong in de symbolische visie van Ignatius van Loyola, de oprichter van de jezuïeten. De universiteit is een van de tien oudste van de Association of Jesuit Colleges and Universities.
In 1862 werd een nieuw gebouw neergezet ter vervanging van het eerste gebouw. In 1880 verhuisde het college van Market Street naar een nieuwe locatie op de hoek van de Hayes Street en Van Ness Avenue. Dit gebouw ging verloren tijdens de aardbeving van San Francisco in 1906, waarna het college verhuisde naar een meer westelijk gelegen locatie. In 1927 verhuisde het college naar zijn huidige locatie.
In 1930 veranderde het college zijn naam naar Universiteit van San Francisco, ter viering van het 60-jarig bestaan van de school. Volgens professor John B. Mc Gloin, S.J. was de verandering van college naar universiteit al lange tijd een wens van de toenmalige burgemeester van San Francisco, James Rolph Jr..
Lange tijd liet de universiteit alleen mannelijke studenten toe. In 1964 stapte men over op gemengd onderwijs. In 1969 werd de middelbare school afgestoten waarna deze als zelfstandig instituut verderging.

## Organisatie
De universiteit is vandaag de dag verdeeld in zes academische divisies:
- School voor rechtsgeleerdheid
- College voor kunst en wetenschappen (dit was oorspronkelijk de hele universiteit. In 1926 werd het een afdeling)
- School voor bedrijfseconomie en management
- School voor geneeskunde
- School voor pedagogiek
- USF College of Professional Studies

De universiteit beheert ook vier regionale campussen in Noord-Californië: Sacramento, San Ramon, Santa Rosa, en South Bay (Cupertino). De universiteit is geaccrediteerd door de Western Association of Schools and Colleges.
De campus van de universiteit heeft een oppervlakte van 220.000 vierkante meter.